# Юн Чін Хі
Юн Чін Хі  (кор. 윤진희, 4 серпня 1986) — південнокорейська важкоатлетка, олімпійська медалістка, призерка чемпіонатів світу.

## Виступи на Олімпіадах
| Олімпіада  | Дисципліна | Місце |
| ---------- | ---------- | ----- |
| Пекін 2008 | до 53 кг   | 2     |
| Ріо 2016   | до 53 кг   | 3     |